# Arachnophilia
Arachnophilia («пауколюбие») — HTML-редактор. Является преемником другого HTML-редактора — WebThing. Программа распространяется бесплатно на условиях Careware.

## История
Изначально программа была написана на языке программирования C++. Однако разрабатывающий её программист Пол Латес объявил бойкот корпорации Microsoft и переписал свою программу на Java, чтобы сделать независимой от операционной системы. Arachnophillia версий 5 и выше требует для работы Java 2 runtime environment, версии 2 или выше.

## Особенности
Программа может конвертировать в HTML документы RTF. Может на выбор пользователя показывать результаты в шести браузерах.
Другие особенности программы:
- многооконный интерфейс
- настраиваемые пользователем панели инструментов
- поиск и замена слов во всех открытых в редакторе документах
- встроенный FTP-клиент